# 湘南テアトロ☆デラルテ
湘南テアトロ☆デラルテ（しょうなんテアトロ☆デラルテ）は日本の劇団。声優・俳優の郷田ほづみ（怪物ランドのメンバー）が代表を務める。

## 概要
湘南地区在住の役者を中心に2000年秋に設立。劇団員は全員「湘南アクターズスクール」卒業者（声優・水野理紗が在籍）。2010年までは湘南アクターズとして活動していた。
平塚市代官町に位置する「アトリエ湘南」にて、年1-2回のペースで芝居を上演。2003年10月の第5回公演「幸せのアルデンテ」以降、同じく湘南在住の脚本家・金津泰輔によるオリジナル（書き下ろし）作品の上演が続く。現在は塩塚晃平による作品の上演が主である。
2009年頃よりマンスリーシアターを行っており、毎月末に何らかの公演を行っている。
本公演再演やワンコインシアター、「即興仙人」シリーズ等、公演レパートリーが豊富である。

## 上演作品
- 2000年10月…「見果てぬ夢」（脚本：堤泰之／演出：郷田ほづみ）
- 2001年6月…「煙が目にしみる」（脚本：堤泰之／演出：郷田ほづみ）
- 2002年2月…「誰かが誰かを愛してる」（脚本：堤泰之／演出：郷田ほづみ）
- 2003年2月…「アルジャーノンに花束を」（原作：ダニエル・キイス／脚色：菊池准／演出：郷田ほづみ）
- 2003年10月…「幸せのアルデンテ」（脚本：金津泰輔／演出：郷田ほづみ）
- 2004年6月…「想い出のガーデニア」（脚本：金津泰輔／演出：郷田ほづみ）
- 2005年2月…「微笑みのサムシング」（脚本：金津泰輔／演出：郷田ほづみ）
- 2005年9月…「天使のいる珈琲店」 （脚本：金津泰輔／演出：郷田ほづみ）
- 2006年6月…「幸せのアルデンテ：再演」（脚本：金津泰輔／演出：郷田ほづみ）
- 2006年10月…平塚市民演劇フェスティバル「ウェルメイド家族」 （脚本：金津泰輔／演出：郷田ほづみ）
- 2007年2月…「ウェルメイド家族」（脚本：金津泰輔／演出：郷田ほづみ）
- 2007年9月…平塚市民演劇フェスティバル「素敵な花の咲かせ方（※思い出のガーデニア再演）」（脚本：金津泰輔／演出：郷田ほづみ）
- 2008年2月…「シロツメクサの花咲く」（脚本：金津泰輔／演出：郷田ほづみ）
- 2008年9月…平塚市民演劇フェスティバル「十二人の怒れる男」（作：レジナルド・ローズ／演出：郷田ほづみ）
- 2009年6月…「はちみつ～フルコースバージョン～」（脚本：金津泰輔／演出：郷田ほづみ）
- 2009年9月…二宮町文化施設等振興協会支援公演「十二人の怒れる男」（作：レジナルド・ローズ／演出：郷田ほづみ）
- 2009年9月…平塚市民演劇フェスティバル「別役実のコント検定!～不条理な笑いのライセンスをあなたに」（作：日本劇作家協会・コント研修会／構成：華岡実太／演出：郷田ほづみ）
- 2009年1月 - 2010年1月…劇団・湘南アクターズワンコインシアター「十二人の怒れる男」（作：レジナルド・ローズ／演出：郷田ほづみ）
- 2010年3月 …劇団・湘南アクターズワンコインシアター「ふしぎちゃん～HELLOﾊﾞｰｼﾞｮﾝ～」（作：金津泰輔／演出：郷田ほづみ）
- 2010年4月 …「ふしぎちゃん-Hello＆Good-Bye-」（作：金津泰輔／演出：郷田ほづみ）
- 2010年6月-7月 …劇団・湘南アクターズワンコインシアター「ふしぎちゃん-Hello＆Good-Bye-」（作：金津泰輔／演出：郷田ほづみ）
- 2010年9月 …平塚市民演劇フェスティバル「法王庁の避妊法～特別版」（原作：篠田達明/作：飯島早苗・鈴木裕美/演出：郷田ほづみ）
- 2010年10月 …劇団・湘南アクターズワンコインシアター「法王庁の避妊法～完全版」（原作：篠田達明/作：飯島早苗・鈴木裕美/演出：郷田ほづみ）
- 2010年11月 …劇団・湘南アクターズワンコインシアター「ふしぎちゃん-Hello＆Good-Bye-」（作：金津泰輔／演出：郷田ほづみ）
- 2011年10月…「ソープオペラ」（作:飯島早苗・鈴木裕美／演出:郷田ほづみ）
- 2012年10月…「明日ハレルヤ」（作:中島敦彦／演出:郷田ほづみ）
- 2013年11月…「ばいばいマイマム」（作:塩塚晃平／演出:郷田ほづみ）
- 2014年11月… 「しゃ・ら・ら〜翠川家の四人姉妹〜」（作:塩塚晃平／演出:郷田ほづみ）
- 2015年11月…「peg-10〜それでも人生は続いていく〜」（作:塩塚晃平／演出:郷田ほづみ）
- 2016年11月…「いつでもマリハナ」（作:塩塚晃平／演出:郷田ほづみ）
- 2017年11月…「ハッピーランスルー」（作:塩塚晃平／演出:郷田ほづみ）
- 2018年11月…「あたっきゅ！」（作:塩塚晃平／演出:郷田ほづみ）

## 主宰
- 郷田ほづみ

## 劇団員

### 男性
- 茂木修二
- 塩崎智弘
- 山本和輝

### 女性
- 水野理紗
- 伊藤麻美
- 西村奈央
- 中村佳世
- ななかりか
- 原夏木
- 咲田夏美
- 簑島はじめ
- 曽我美佳
- 二木あづさ

## 過去に所属していた主な劇団員
- 仲野元
- 小林貴
- 須加みき
- 佐土原智子
- 貫井りらん
- 藤森多哉

## テレビ放送
- 平塚市民演劇フェスティバル『十二人の怒れる男』（2008年10月放送、SCN湘南チャンネル）
- 平塚市民演劇フェスティバル『ばいばいマイマム』（2013年12月放送、SCN湘南チャンネル）